# Sprâncenata
Sprâncenata è un comune della Romania di 2 693 abitanti, ubicato nel distretto di Olt, nella regione storica della Muntenia.
Il comune è formato dall'unione di quattro villaggi: Bârseștii de Sus, Frunzaru, Sprâncenata e Uria.